# Anna di Holstein-Gottorp
Anna di Holstein-Gottorp (Gottorp, 27 febbraio 1575 – 24 aprile 1625) fu una nobile del Ducato di Holstein-Gottorp e contessa della Frisia orientale.

## Biografia
Era figlia di Adolfo di Holstein-Gottorp, duca di Holstein-Gottorp dal 1533 al 1586, e di Cristina d'Assia.
Venne destinata a sposare Enno, figlio di Edzardo II, conte della Frisia orientale, e vedovo nel 1586 di Walburga di Rietberg. Le nozze furono celebrate a Esens il 28 gennaio 1598.
Alla morte del suocero, avvenuta nel 1599, divenne contessa della Frisia orientale, titolo che mantenne fino alla morte avvenuta il 24 aprile 1625. Suo marito morì quattro mesi dopo. Ereditò la contea loro figlio Rodolfo Cristiano.

## Discendenza
Anna e Enno ebbero cinque figli:
- Edoardo Gustavo (15 aprile 1599-18 aprile 1612);
- Anna Maria (Aurich, 23 giugno 1601-Schwerin, 4 settembre 1634), che sposò Adolfo Federico I di Meclemburgo-Schwerin;
- Rodolfo Cristiano (25 giugno 1602-17 giugno 1628);
- Ulrico II (16 luglio 1605-11 novembre 1648), che sposò Giuliana d'Assia-Darmstadt;
- Cristina Sofia (Aurich, 26 settembre 1609-Francoforte, 20 marzo 1658), che sposò Filippo III d'Assia-Butzbach.

## Ascendenza
|                            |                      |                              | Genitori                          |  |  | Nonni |  |  | Bisnonni                 |  |  | Trisnonni             |  |
|                            |                      |                              |                                   |  |  |       |  |  | Cristiano I di Danimarca |  |  | Dietrich di Oldenburg |  |
|                            |                      |                              |                                   |  |  |       |  |  | Cristiano I di Danimarca |  |  | Dietrich di Oldenburg |  |
|                            |                      | Edvige di Schauenburg        |                                   |  |  |       |  |  | Cristiano I di Danimarca |  |  |                       |  |
| Federico I di Danimarca    |                      |                              |                                   |  |  |       |  |  | Cristiano I di Danimarca |  |  |                       |  |
|                            |                      | Dorotea di Brandeburgo       | Federico I di Brandeburgo         |  |  |       |  |  |                          |  |  |                       |  |
|                            |                      | Dorotea di Brandeburgo       | Federico I di Brandeburgo         |  |  |       |  |  |                          |  |  |                       |  |
|                            |                      | Dorotea di Brandeburgo       | Elisabetta di Baviera-Landshut    |  |  |       |  |  |                          |  |  |                       |  |
| Adolfo di Holstein-Gottorp |                      | Dorotea di Brandeburgo       |                                   |  |  |       |  |  |                          |  |  |                       |  |
|                            |                      | Boghislao X di Pomerania     | Eric II di Pomerania-Wolgast      |  |  |       |  |  |                          |  |  |                       |  |
|                            |                      | Boghislao X di Pomerania     | Eric II di Pomerania-Wolgast      |  |  |       |  |  |                          |  |  |                       |  |
|                            |                      | Boghislao X di Pomerania     | Sofia di Pomerania-Stolp          |  |  |       |  |  |                          |  |  |                       |  |
| Sofia di Pomerania         |                      | Boghislao X di Pomerania     |                                   |  |  |       |  |  |                          |  |  |                       |  |
|                            |                      | Anna di Polonia              | Casimiro IV di Polonia            |  |  |       |  |  |                          |  |  |                       |  |
|                            |                      | Anna di Polonia              | Casimiro IV di Polonia            |  |  |       |  |  |                          |  |  |                       |  |
|                            |                      | Anna di Polonia              | Elisabetta d'Asburgo              |  |  |       |  |  |                          |  |  |                       |  |
| Anna di Holstein-Gottorp   |                      | Anna di Polonia              |                                   |  |  |       |  |  |                          |  |  |                       |  |
|                            | Guglielmo II d'Assia | Ludovico II d'Assia          |                                   |  |  |       |  |  |                          |  |  |                       |  |
|                            | Guglielmo II d'Assia | Ludovico II d'Assia          |                                   |  |  |       |  |  |                          |  |  |                       |  |
|                            | Guglielmo II d'Assia | Matilde di Württemberg-Urach |                                   |  |  |       |  |  |                          |  |  |                       |  |
| Filippo I d'Assia          | Guglielmo II d'Assia |                              |                                   |  |  |       |  |  |                          |  |  |                       |  |
|                            |                      | Anna di Meclemburgo-Schwerin | Magnus II di Meclemburgo-Schwerin |  |  |       |  |  |                          |  |  |                       |  |
|                            |                      | Anna di Meclemburgo-Schwerin | Magnus II di Meclemburgo-Schwerin |  |  |       |  |  |                          |  |  |                       |  |
|                            |                      | Anna di Meclemburgo-Schwerin | Sofia di Pomerania-Wolgast        |  |  |       |  |  |                          |  |  |                       |  |
| Cristina d'Assia           |                      | Anna di Meclemburgo-Schwerin |                                   |  |  |       |  |  |                          |  |  |                       |  |
|                            |                      | Ernesto di Sassonia          | Federico II di Sassonia           |  |  |       |  |  |                          |  |  |                       |  |
|                            |                      | Ernesto di Sassonia          | Federico II di Sassonia           |  |  |       |  |  |                          |  |  |                       |  |
|                            |                      | Ernesto di Sassonia          | Margherita d'Austria              |  |  |       |  |  |                          |  |  |                       |  |
| Cristina di Sassonia       |                      | Ernesto di Sassonia          |                                   |  |  |       |  |  |                          |  |  |                       |  |
|                            |                      | Elisabetta di Baviera        | Alberto III di Baviera            |  |  |       |  |  |                          |  |  |                       |  |
|                            |                      | Elisabetta di Baviera        | Alberto III di Baviera            |  |  |       |  |  |                          |  |  |                       |  |
|                            |                      | Elisabetta di Baviera        | Anna di Braunschweig-Grubenhagen  |  |  |       |  |  |                          |  |  |                       |  |
|                            |                      | Elisabetta di Baviera        |                                   |  |  |       |  |  |                          |  |  |                       |  |